# Lungi (Kleidung)

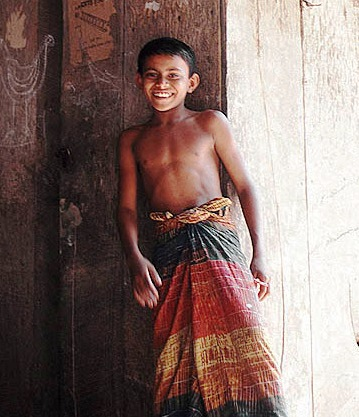
Bengalischer Junge mit Lungi

Der Lungi ist ein Wickelrock, der traditionell von Männern in Südasien getragen wird. In Myanmar heißt das Kleidungsstück Longyi. Auch Frauen tragen ihn gelegentlich, beispielsweise im indischen Kerala.